# Cerodirphia lojensis
Cerodirphia lojensis är en fjärilsart som beskrevs av Lemaire 1988. Cerodirphia lojensis ingår i släktet Cerodirphia och familjen påfågelsspinnare. Inga underarter finns listade i Catalogue of Life.